# Urban Being
Urban Being è il primo album dei Destrage, pubblicato dalla Howling Bull nel 2007 per il mercato giapponese e ristampato dalla Coroner Records nel 2009 nel resto del mondo.

## Tracce
1. Trash For Sale – 5:00
2. Art For Free – 4:03
3. Self ID Generator – 3:57
4. The H Factor – 4:28
5. Joker the Fast – 4:16
6. Infinite Dump System Circle – 3:16
7. Beauty Clown – 4:43
8. Digital Abuse – 4:19
9. Very Important Pointless – 4:50
10. Urban Being – 6:20

## Formazione
- Paolo Colavolpe - voce
- Matteo Di Gioia - chitarra
- Ralph Guido Salati - chitarra
- Gabriel Pignata - basso
- Federico Paulovich - batteria